# Kličići
Kličići är en ort i Bosnien och Hercegovina.   Den ligger i entiteten Federationen Bosnien och Hercegovina, i den nordvästra delen av landet, 230 km nordväst om huvudstaden Sarajevo. Kličići ligger 468 meter över havet och antalet invånare är 731.
Terrängen runt Kličići är platt åt sydväst, men åt nordost är den kuperad. Kličići ligger uppe på en höjd. Runt Kličići är det ganska tätbefolkat, med 93 invånare per kvadratkilometer.. Närmaste större samhälle är Cazin, 6,1 km söder om Kličići. 
Omgivningarna runt Kličići är en mosaik av jordbruksmark och naturlig växtlighet.